# Isak Hien
Isak Hien, né le 13 janvier 1999 à Stockholm en Suède, est un footballeur international suédois qui évolue au poste de défenseur central à l'Atalanta Bergame.

## Biographie

### En club
Né à Stockholm en Suède, Isak Hien est formé par le Vasalunds IF, où il commence sa carrière professionnelle. Il fait ses débuts en troisième division suédoise le 17 avril 2017, lors de la première journée de la saison 2017 contre Umeå FC. Il entre en jeu et les deux équipes se neutralisent (3-3 score final).
Le 14 septembre 2019, Hien inscrit le premier but de sa carrière, lors d'une rencontre de championnat face au Karlslunds IF FK (en). Il est titularisé au poste d'arrière droit ce jour-là, et son équipe s'impose par quatre buts à trois.
En décembre 2020, Hien est recruté par le Djurgårdens IF. Il découvre alors l'Allsvenskan, l'élite du football suédois, jouant son premier match pour Djurgårdens dans cette compétition, le 9 mai 2021 contre le Degerfors IF. Il entre en jeu lors de cette rencontre perdue par son équipe sur le score de deux buts à zéro.
Le 30 juillet 2021, Isak Hien est prêté à son ancien club, le Vasalunds IF, jusqu'à la fin de l'année.
Le 27 août 2022, Isak Hien rejoint l'Italie pour s'engager en faveur de l'Hellas Vérone. Il signe un contrat courant jusqu'en juin 2026,. Il joue son premier match pour l'Hellas le 28 août 2022, lors d'une rencontre de Serie A contre l'Atalanta Bergame. Il entre en jeu lors de cette rencontre perdue par son équipe (0-1 score final).
Le 2 janvier 2024, Isak Hien signe à l'Atalanta Bergame jusqu'en 2028 pour  un transfert estimé à 9 millions d'euros.
Il joue son premier match pour l'Atalanta le 7 janvier 2024, lors d'une rencontre de championnat face à l'AS Rome. Il entre en jeu et les deux équipes se neutralisent (1-1 score final). Il remporte la Ligue Europa 2023-2024 avec l'Atalanta Bergame
Hien joue son premier match de Ligue des champions avec l'Atalanta, le 19 septembre 2024 contre l'Arsenal FC. Il est titularisé lors de ce match où les deux équipes se neutralisent (0-0 score final).

### En sélection
Isak Hien honore sa première sélection avec l'équipe nationale de Suède le 24 septembre 2022 contre la Serbie. Il est titularisé et son équipe s'incline par quatre buts à un.

## Vie privée
Isak Hien est le frère de Leon Hien, lui aussi footballeur professionnel.

## Palmarès
- Atalanta Bergame
  - Ligue Europa
    - Vainqueur : 2024

  - Coupe d'Italie
    - Finaliste : 2024